# Fabrice Martin
Fabrice Martin (nacido el 11 de septiembre de 1986) es un tenista profesional francés.

## Carrera
Su ranking más alto a nivel individual fue el puesto n.º 228, alcanzado el 23 de julio de 2012. A nivel de dobles alcanzó el puesto Nº 33 el 12 de septiembre de 2016.
Hasta el momento ha obtenido 3 títulos de la categoría ATP Challenger Series. Uno de ellos fue en la modalidad de individuales y los otros dos en dobles.
En el ATP Challenger Tour ganó el título del Challenger de Recanati en 2011 venciendo a su compatriota Kenny de Schepper en la final. En el 2013 ganó dos títulos en la modalidad de dobles, el Challenger de Estambul junto al irlandés James Cluskey como compañero y el Challenger de Mouilleron-le-Captif junto a su compatriota Hugo Nys.
Su primer juego en dobles el ATP World Tour, fue en 2012 en el Open Sud de France en Montpellier junto a Kenny de Schepper, donde derrotaron al dúo Flavio Cipolla y Mijaíl Yelguin en la primera ronda. En la segunda ronda perdieron ante Paul Hanley y Jamie Murray en sets corridos.

## Torneos de Grand Slam

### Dobles

#### Finalista (1)
| Año  | Torneo        | Pareja        | Oponentes en la final       | Resultado   |
| 2019 | Roland Garros | Jérémy Chardy | Kevin Krawietz Andreas Mies | 2-6, 6-7(3) |

## Títulos ATP (8; 0+8)

### Dobles (8)
| Leyenda                         |
| Grand Slam (0)                  |
| ATP Wourld Tour Finals (0)      |
| ATP Masters 1000 World Tour (0) |
| ATP World Tour 500 series (1)   |
| ATP World Tour 250 series (7)   |

| N.º | Fecha                 | Torneo       | Superficie    | Pareja          | Oponentes en la final            | Resultado            |
| --- | --------------------- | ------------ | ------------- | --------------- | -------------------------------- | -------------------- |
| 1.  | 10 de enero de 2016   | Chennai      | Dura          | Olivier Marach  | Austin Krajicek Benoît Paire     | 6-3, 7-5             |
| 2.  | 21 de febrero de 2016 | Delray Beach | Dura          | Olivier Marach  | Bob Bryan Mike Bryan             | 3-6, 7-6(7), [13-11] |
| 3.  | 6 de enero de 2017    | Doha         | Dura          | Jérémy Chardy   | Vasek Pospisil Radek Štěpánek    | 6-4, 7-6(3)          |
| 4.  | 24 de febrero de 2019 | Marsella     | Dura (i)      | Jérémy Chardy   | Ben McLachlan Matwé Middelkoop   | 6-3, 6-7(4), [10-3]  |
| 5.  | 5 de mayo de 2019     | Estoril      | Tierra batida | Jérémy Chardy   | Luke Bambridge Jonny O'Mara      | 7-5, 7-6(3)          |
| 6.  | 18 de enero de 2020   | Adelaida     | Dura          | Máximo González | Ivan Dodig Filip Polášek         | 7-6(12), 6-3         |
| 7.  | 24 de octubre de 2021 | Amberes      | Dura (i)      | Nicolas Mahut   | Wesley Koolhof Jean-Julien Rojer | 6-0, 6-1             |
| 8.  | 4 de marzo de 2023    | Dubái        | Dura          | Maxime Cressy   | Lloyd Glasspool Harri Heliövaara | 7-6(2), 6-4          |

#### Finalista (14)
| N.º | Fecha                    | Torneo        | Superficie    | Pareja                 | Oponentes en la final                    | Resultado           |
| --- | ------------------------ | ------------- | ------------- | ---------------------- | ---------------------------------------- | ------------------- |
| 1.  | 8 de febrero de 2015     | Zagreb        | Dura (i)      | Purav Raja             | Marin Draganja Henri Kontinen            | 4-6, 4-6            |
| 2.  | 12 de junio de 2016      | Stuttgart     | Hierba        | Oliver Marach          | Marcus Daniell Artem Sitak               | 7-6(4), 4-6, [8-10] |
| 3.  | 2 de octubre de 2016     | Shenzhen      | Dura          | Oliver Marach          | Fabio Fognini Robert Lindstedt           | 6-7(4), 3-6         |
| 4.  | 30 de octubre de 2016    | Viena         | Dura (i)      | Oliver Marach          | Łukasz Kubot Marcelo Melo                | 6-4, 3-6, [11-13]   |
| 5.  | 12 de febrero de 2017    | Montpellier   | Dura (i)      | Daniel Nestor          | Alexander Zverev Mischa Zverev           | 4-6, 7-6(3), [7-10] |
| 6.  | 7 de mayo de 2017        | Múnich        | Tierra batida | Jérémy Chardy          | Juan Sebastián Cabal Robert Farah        | 3-6, 3-6            |
| 7.  | 29 de octubre de 2017    | Basilea       | Dura (i)      | Édouard Roger-Vasselin | Ivan Dodig Marcel Granollers             | 5-7, 6-7(6)         |
| 8.  | 8 de junio de 2019       | Roland Garros | Tierra batida | Jérémy Chardy          | Kevin Krawietz Andreas Mies              | 2-6, 6-7(3)         |
| 9.  | 29 de septiembre de 2019 | Chengdú       | Dura          | Jonathan Erlich        | Nikola Čačić Dušan Lajović               | 6-7(9), 6-3, [3-10] |
| 10. | 20 de septiembre de 2020 | Roma          | Tierra batida | Jérémy Chardy          | Marcel Granollers Horacio Zeballos       | 4-6, 7-5, [8-10]    |
| 11. | 7 de febrero de 2021     | Melbourne II  | Dura          | Jérémy Chardy          | Nikola Mektić Mate Pavić                 | 6-7(2), 3-6         |
| 12. | 9 de octubre de 2022     | Astaná        | Dura (i)      | Adrian Mannarino       | Nikola Mektić Mate Pavić                 | 4-6, 2-6            |
| 13. | 26 de febrero de 2023    | Marsella      | Dura (i)      | Nicolas Mahut          | Santiago González Édouard Roger-Vasselin | 6-4, 6-7(4), [7-10] |
| 14. | 21 de julio de 2024      | Gstaad        | Tierra batida | Ugo Humbert            | Yuki Bhambri Albano Olivetti             | 6-3, 3-6, [6-10]    |

## ATP Challenger Tour

### Individuales
| N.º | Fecha      | Torneo                 | Superficie | Rival en la final | Resultado       |
| --- | ---------- | ---------------------- | ---------- | ----------------- | --------------- |
| 1.  | 31.07.2011 | Challenger de Recanati | Dura       | Kenny de Schepper | 6-1, 6-76, 7-63 |

### Dobles
| N.º | Fecha      | Torneo                             | Superficie    | Pareja           | Rival en la final                  | Resultado              |
| --- | ---------- | ---------------------------------- | ------------- | ---------------- | ---------------------------------- | ---------------------- |
| 1.  | 13.07.2013 | Challenger de Estambul             | Dura          | James Cluskey    | Brydan Klein Ruan Roelofse         | 3-6, 6-3, 10-5         |
| 2.  | 20.10.2013 | Challenger de Mouilleron-le-Captif | Dura (i)      | Hugo Nys         | Henri Kontinen Adrián Menéndez     | 3-6, 6-3, 10-8         |
| 3.  | 14.08.2015 | Challenger de Portoroz             | Dura          | Purav Raja       | Aliaksandr Bury Andreas Siljeström | 7–6(7–5), 4–6, [18–16] |
| 4.  | 19.09.2015 | Challenger de Szczecin             | Tierra batida | Tristan Lamasine | Alessandro Giannessi Federico Gaio | 6–3, 7–6(7–4)          |
| 5.  | 04.10.2015 | Challenger de Orleans              | Tierra batida | Tristan Lamasine | Ken Skupski Neal Skupski           | 6–4, 7–6(7–2)          |
| 6.  | 03.02.2019 | Challenger de Quimper              | Dura (i)      | Hugo Nys         | Antonio Šančić David Pel           | 6–4, 6–2               |
| 7.  | 31.03.2019 | Challenger de Saint-Brieuc         | Dura (i)      | Jonathan Erlich  | Antonio Šančić Jonathan Eysseric   | 7–6(7–2), 7–6(7–2)     |